# Antonio Belloni (critico)
Antonio Belloni (Padova, 19 dicembre 1868 – Bergamo, 14 luglio 1934) è stato un critico letterario italiano.

## Biografia
Si laureò nel 1891 a Padova,, dove fu allievo di Guido Mazzoni. Fu docente di lettere, provveditore agli studi (dal 1909), ispettore e infine preside di istituti scolastici, prima a Firenze (liceo Galilei, 1923-1929), poi a Bergamo (Regio Istituto Magistrale), dal 1929 fino alla morte. 
Nel 1898 pubblicò il volume Il Seicento, commissionato dall'editore Vallardi nell'ambito dell'aggiornamento della Storia letteraria d'Italia , che venne in seguito riveduto e ripubblicato nel 1929. L'opera venne giudicata da Benedetto Croce "il miglior trattato di cui si potesse disporre sulla letteratura di quest'epoca".
Pubblicò vari libri, voci ed articoli di argomento letterario (specie sull'Enciclopedia Italiana e sul Giornale storico della letteratura italiana), in molti dei quali rinnovò il suo interesse per gli scrittori del XVII secolo.

## Opere
- Gli Epigoni della Gerusalemme Liberata, con un'appendice bibliografica, Padova, Angelo Draghi, 1893
- Il Seicento, Milano, Francesco Vallardi, 1898; seconda edizione riveduta 1929.
- Frammenti di critica letteraria, Milano, Albrighi, Segati e c., 1902.
- Vita e letteratura nell'Italia del Seicento, Napoli, Pironti, 1906.
- La correzione dei componimenti d'italiano nelle scuole secondarie, Roma-Milano, Società editrice Dante Alighieri, 1906.
- Il poema epico e mitologico, Milano, Vallardi, [1904].
- Commento ai Promessi sposi, 2 volumi, Milano, Vallardi, 1923.
- L'umano e il divino nei Promessi Sposi, Torino, Paravia, 1932.